# Aquiel
„Aquiel” (titlu original: „Aquiel”) este al 13-lea episod din al șaselea sezon al serialului TV american științifico-fantastic Star Trek: Generația următoare și al 139-lea episod în total. A avut premiera la 1 februarie 1993.
Episodul a fost regizat de Cliff Bole după un scenariu de Brannon Braga și Ronald D. Moore bazat pe o poveste de Jeri Taylor. Invitat special este Renee Jones în rolul lui Aquiel Uhnari. 

## Prezentare
Geordi La Forge se îndrăgostește de o femeie extraterestră, ofițer al Flotei Stelare, care este suspectată de crimă. 

## Actori ocazionali
- Renée Jones - Aquiel Uhnari
- Wayne Grace - Torak
- Reg E. Cathey - Morag
- Majel Barrett - Computer Voice